# 尼泊爾LGBT權益
女同性戀、男同性戀、雙性戀與跨性別者在尼泊爾的權益逐漸受到尼泊爾大眾重視。2007年，隨著尼泊爾王国被推翻，尼泊爾成為共和制國家，新的尼泊爾法律也隨之誕生。這些參考西方國家法典所制定的條文，將同性性行為非刑事化，保障了同性戀者和雙性戀者的權利。

## 同性性行為相關法律歷程
2007年以前，非商業、成年、合意一致的同性性行為在尼泊爾為非法，最高可被判處兩年有期徒刑。此外，異裝也被當成「不道德」的行為，同樣違法。
2007年12月23日，尼泊爾國會兩大黨尼泊爾大會黨和尼泊爾聯合共產黨（毛派）達成協議，廢除君主制，使尼泊爾成為一個共和國。同年12月21日，尼泊爾最高法院裁定，新成立的民主政府應修訂保障女同性戀、男同性戀、雙性戀和跨性別者權益的法律，否則就是歧視。同性性行為也在此時被非刑事化，因為新政府參考外國法律重修了刑法典，將同性性行為法律自刑法中消除。
尼泊爾的LGBT組織當年是共和派，參與了反王室的示威遊行。但他們接著就發現到自己忽略了己身應有的政治權利，因此轉而向司法爭取權利，從而有效確保新政府會保障他們的權利。大眾和媒體對LGBT族群則抱持同情態度，因為在示威中曾有一名變性女孩被鎮暴警察割喉，引起民眾憤怒。

## 同性伴侶關係
2008年11月18日，最高法院裁定政府應促使同性婚姻合法化，雖然沒有直接將同性婚姻合法，但也讓尼泊爾政府組成一個委員會研究這個議題，甚至在2010年時將同性婚姻法案推進至草案階段。此外，根據廢除王室後制定的新憲法，同性婚姻和性別少數（LGBT）權益都被納入憲法保障範圍中。

## 跨性別者權益
尼泊爾中央統計局（Central Bureau of Statistics）在2011年度的人口普查中正式承認第三性別，在男與女以外增添一個選項。並在2013年決定在公民證（身分證）中加註第三性，以保障跨性別者的權益。